# Templo de Zeus Olímpico (Olimpia)

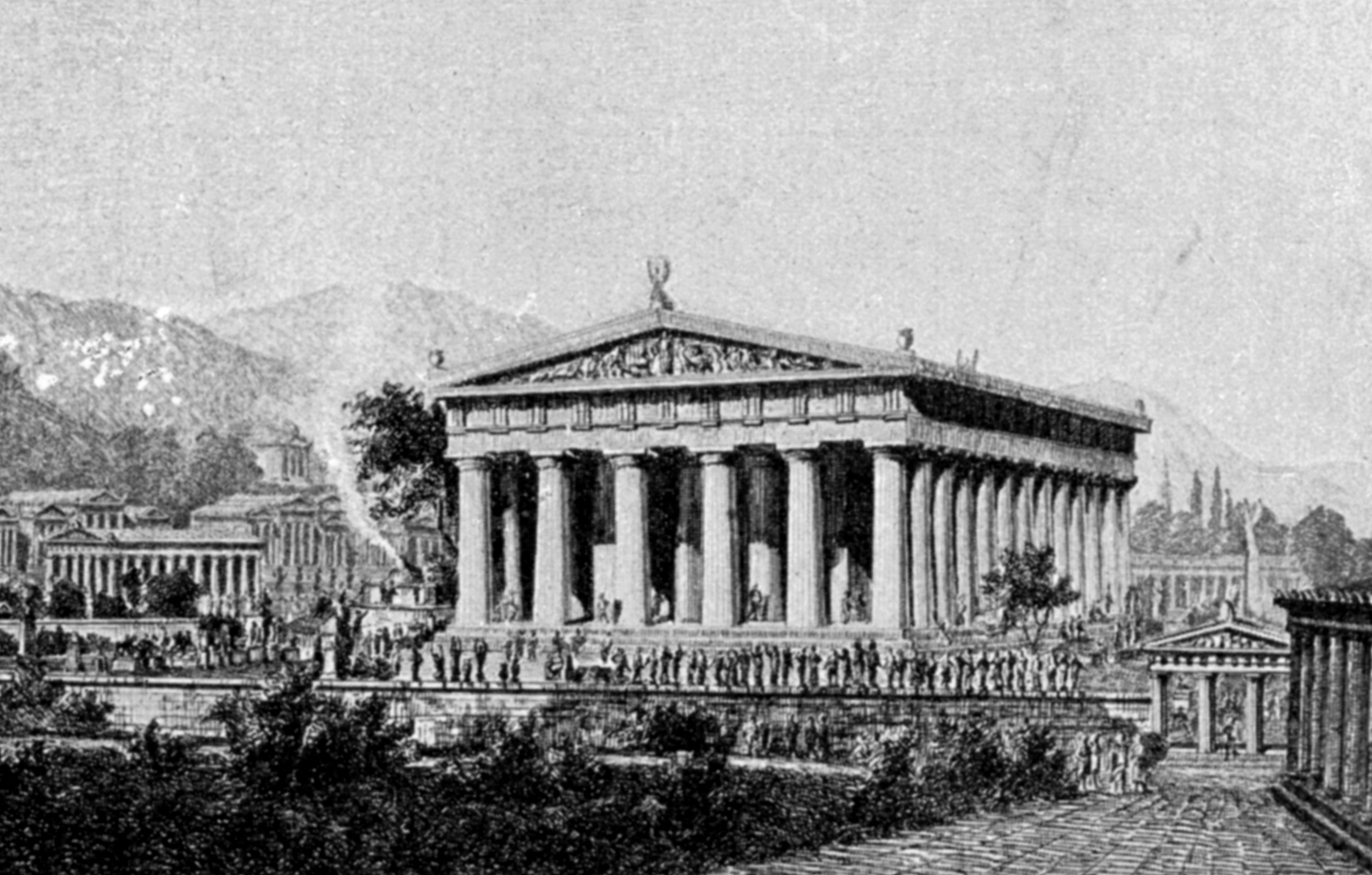
Ilustración efectuada en 1908 de la posible apariencia del templo en el siglo V a. C.

Planta del templo de Zeus en Olimpia.

El Templo de Zeus Olímpico en Olimpia, construido entre los años 470 y 456 a. C., fue el modelo de los templos clásicos griegos de orden dórico. El templo se alzó sobre el santuario más famoso de toda Grecia, que había sido dedicado a las deidades panhelénicas locales y probablemente se había establecido hacia fines del período micénico. Era, en su momento, el templo griego más importante de la Grecia antigua.

## Historia

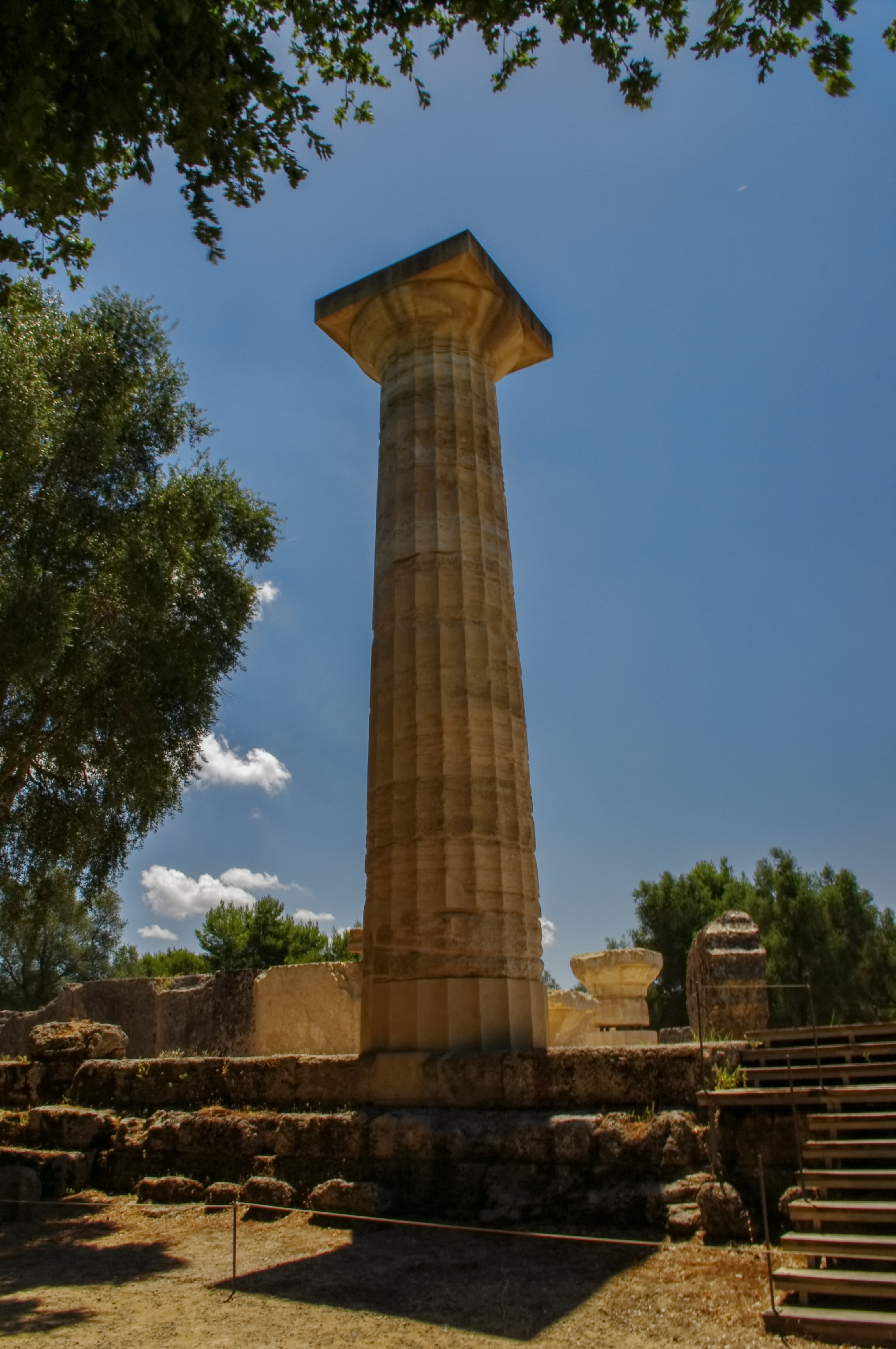
Columna dórica del templo de Zeus de Olimpia.

El Altis, anexo con su arboleda sagrada, los altares al aire libre y el túmulo de Pélope, datan de los siglos X y IX a. C., cuando el culto a Zeus se unió al ya establecido culto a Hera.
El templo albergaba la estatua de Zeus que fue una de las siete maravillas del mundo antiguo. La estatua criselefantina tenía aproximadamente 13 metros de alto y había sido esculpida por Fidias en su taller de Olimpia.

## Construcción

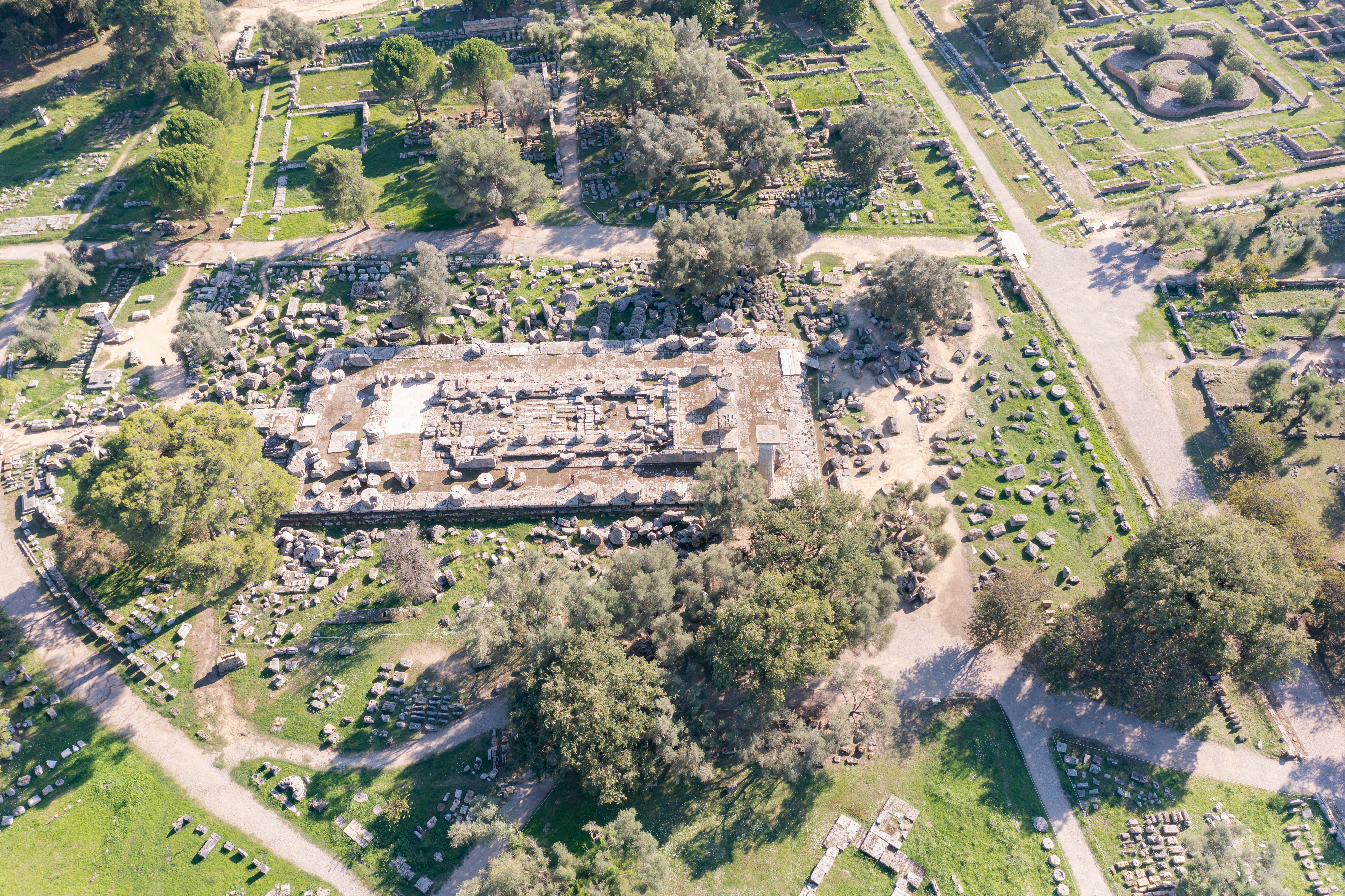
Vista aérea de las ruinas

El edificio fue construido por el arquitecto Libón, con frisos tallados con metopas y triglifos y frontones llenos de esculturas en el estilo severo, las cuales ahora se atribuyen al Maestro de Olimpia y su escuela.
La estructura principal del edificio era de la piedra caliza local, que no era vistosa y de calidad muy pobre, por lo que estaba cubierta por una capa delgada de estuco para darle la apariencia del mármol. Toda la decoración escultórica del templo estaba hecha de mármol de Paros, y las tejas del techo eran del mismo mármol del Pentélico que se usó para construir el Partenón en Atenas.Estas tejas de mármol estaban cortadas lo suficientemente delgadas como para ser translúcidas, de modo que en un día de verano, "una luz comparable a una bombilla convencional de 20 vatios habría brillado a través de cada una de las 1000 tejas".
El techo tenía 102 gárgolas con forma de cabeza de león, que proyectaban 102 chorros de agua de lluvia. Se conservan 39 de estas gárgolas. Las incongruencias en los estilos de ellas evidencian que el techo fue reparado durante la época romana.
El tema que unifica la iconografía del templo es la diké, la justicia basada en las costumbres que representa Zeus, su defensor.

## Decoración

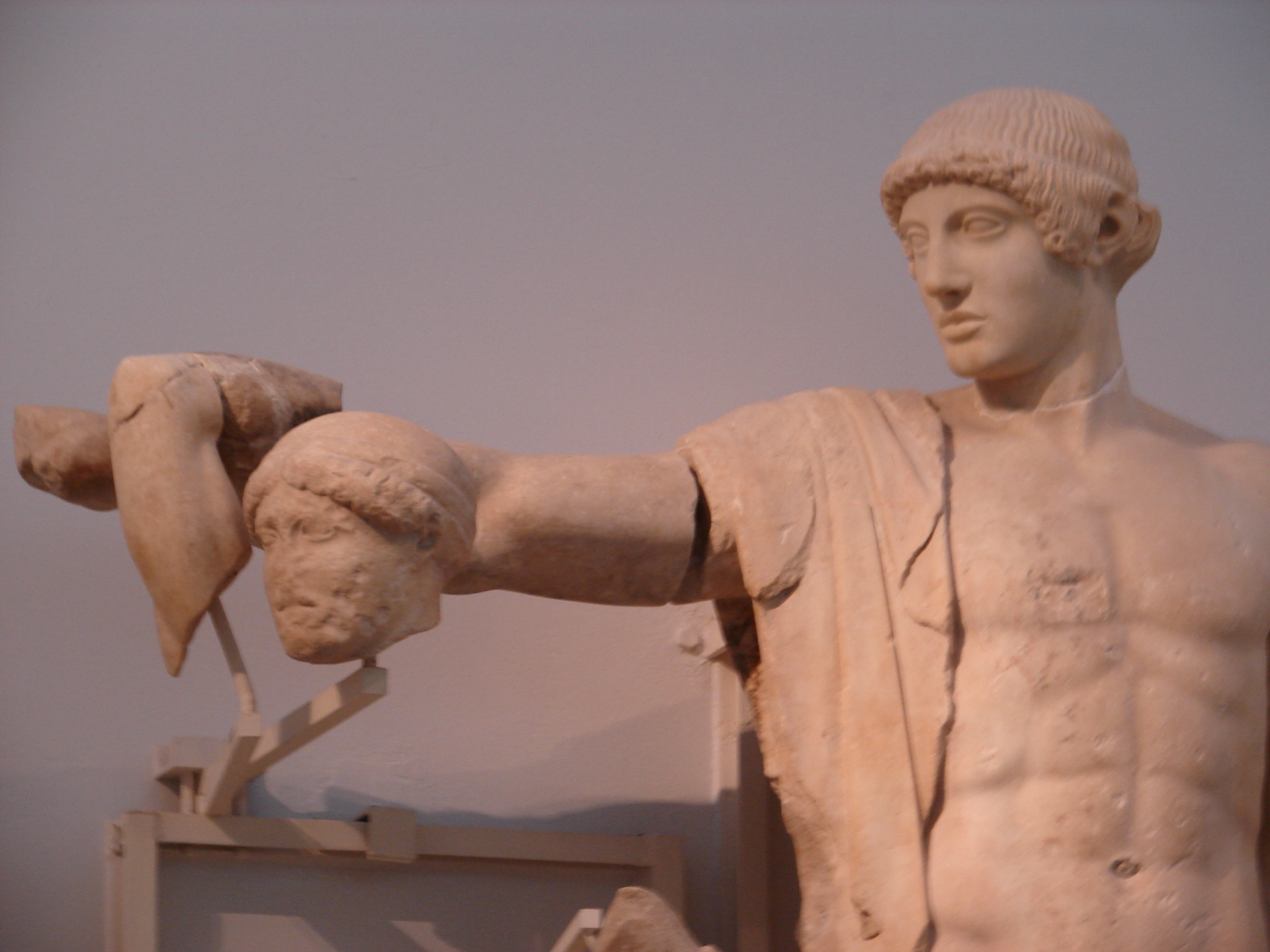
Representación de Apolo en el frontón occidental del templo de Zeus de Olimpia.

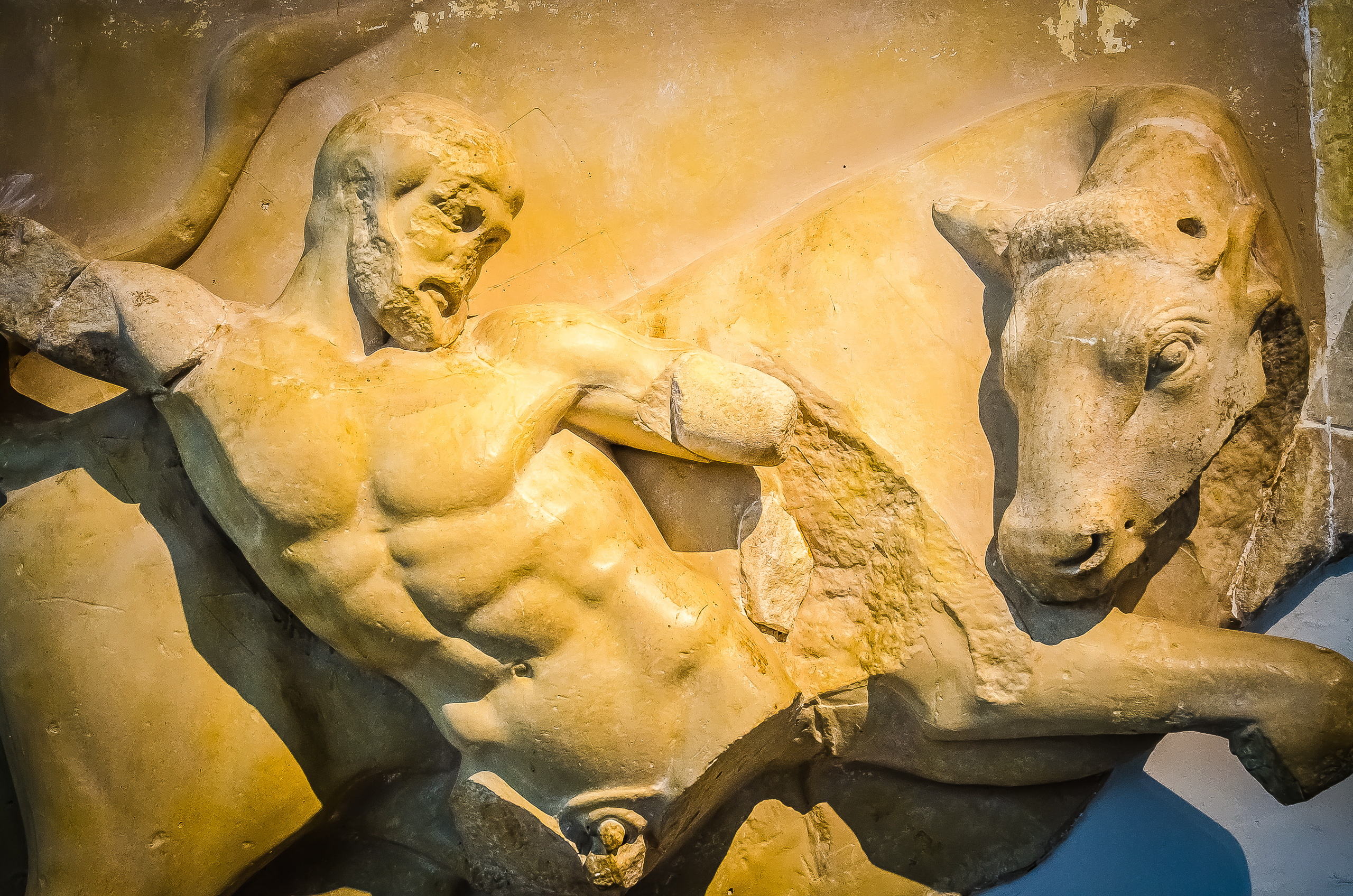
Hércules y el Toro de Creta en metopas del templo de Zeus de Olimpia.

La rica decoración escultórica del templo de mármol de Paros se remonta al 460 a. C. y es uno de los ejemplos más exquisitos del llamado Ritmo Estricto de la Escultura Clásica Temprana.

### Frontón oriental
El frontón oriental, atribuido erróneamente a Peonio por Pausanias durante su recuento detallado de las obras del escultor a fines del siglo II a. C., mostraba la mítica carrera de carruajes entre Pélope y Enómao, con Zeus parado en el centro y flanqueado por pares de héroes y heroínas, también de pie, y ambos grupos de carruajes, además de figuras recostadas en las esquinas. Hipodamía y su criada se ubican a la izquierda del Zeus (el norte) y Pélope a su derecha. Se ha descubierto una gran parte de las quince figuras mediante excavaciones; aun así, los eruditos en el tema discuten la ubicación e interrelación de las seis figuras sentadas o arrodilladas dentro de la totalidad, así como sus identidades específicas.

### Frontón occidental
El frontón occidental mostraba la Centauromaquia, el enfrentamiento durante la boda de Pirítoo entre lápitas y centauros, quienes habían transgredido la xenia, las normas sagradas de hospitalidad sobre los que se apoyan las conductas sociales. Apolo se hallaba parado en el centro, flanqueado por Pirítoo y Teseo. Los lápitas representaban el orden olímpico civilizado, mientras que los centauras representaban la naturaleza primitiva de los seres ctónico; el friso también recordaba a los griegos del siglo V a. C. su victoria sobre los persas, la amenaza «foránea» al orden helénico.

### Las metopas
El pronaos y el opistodomos, el pórtico de entrada y el falso pórtico trasero que servía para dar equilibrio al diseño, se construyeron in antis, con seis metopas en cada extremo, grabados con los doce trabajos de Heracles, donde el héroe derrota a una serie de criaturas y monstruos que amenazan el orden de los justos.

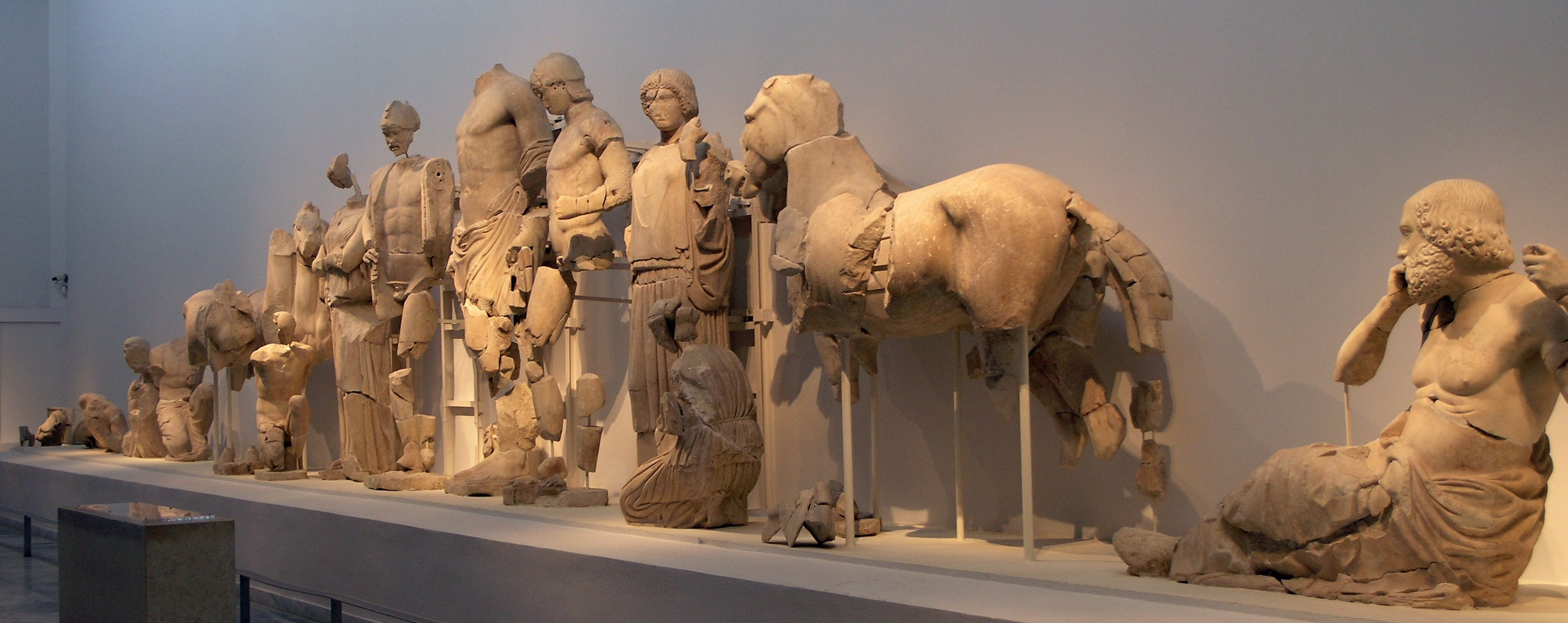

## Desastres y restauración

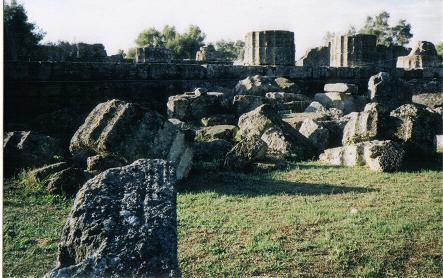
Ruinas del Templo de Zeus

Luego de saquear Corinto en 146 a. C., el general romano Lucio Mumio consagró veintiún escudos bañados en oro que fueron colgados en las columnas. 
El santuario continuó funcionando hasta que fue destruido por terremotos. A mediados del siglo V d. C. se desarrolló un pequeño asentamiento sobre las antiguas ruinas y el Taller de Fidias se transformó en una iglesia cristiana. En 522 y 551 las ruinas fueron devastadas nuevamente por terremotos, quedando parcialmente enterrado el Templo de Zeus. Comúnmente se cree que Teodosio II ordenó destruir el templo, lo cual no tiene sentido si se observa la legislación imperial defendida por este mismo emperador, donde se recoge explícitamente que aquel que cause vandalismo contra un edificio público antiguo sufrirá el castigo de la amputación.
Como ejemplos de dicha legislación imperial:

Codex Theodosianus 16.10.15 Idem aa. macrobio vicario hispaniarum et procliano vicario quinque provinciarum. sicut sacrificia prohibemus, ita volumus publicorum operum ornamenta servari. ac ne sibi aliqua auctoritate blandiantur, qui ea conantur evertere, si quod rescriptum, si qua lex forte praetenditur. erutae huiusmodi chartae ex eorum manibus ad nostram scientiam referantur, si illicitis evectiones aut suo aut alieno nomine potuerint demonstrare, quas oblatas ad nos mitti decernimus. qui vero talibus cursum praebuerint, binas auri libras inferre cogantur. dat. iiii kal. feb. ravennae theodoro v. c. cons. (399 ian. 29).

Para los vicarios Macrobio y Procliano de Hispania. Si bien la práctica de los sacrificios está prohibida, la conservación de los ornamentos de las obras públicas debe ser defendida.

CTh.16.10.18 Idem aa. apollodoro proconsuli africae. aedes illicitis rebus vacuas nostrarum beneficio sanctionum ne quis conetur evertere. decernimus enim, ut aedificiorum quidem sit integer status, si quis vero in sacrificio fuerit deprehensus, in eum legibus vindicetur, depositis sub officio idolis disceptatione habita, quibus etiam nunc patuerit cultum vanae superstitionis impendi. dat. xiii kal. sept. patavi theodoro v. c. cons. (399 aug. 20).

Para el procónsul Apollodoro de África. No se debe demoler casa o templo alguno, aunque este vacío de objetos, es decir, abandonado. Es decretado que el estado de los edificios debe estar intacto, se reitera que los sacrificios deben ser prohibidos al ser una vana superstición.

En los siglos siguientes, los ríos cercanos, Alpheios y Kladeos se desbordaron y, junto con los deslizamientos de tierra del Monte Kronios, enterraron el sitio en lodo y arena. Olympia quedó olvidada bajo una capa de escombros de 5 a 7 metros de profundidad. El área se denominó Antilalos y solo en 1766 fue redescubierto el antiguo santuario.
En 1829 una Expedición Científica Francesa del Peloponeso excavó parte del Templo de Zeus y llevó varios fragmentos de los frontones al Museo del Louvre. Las excavaciones sistemáticas comenzaron en 1875, bajo la dirección del Instituto Arqueológico Alemán; pese a algunas interrupciones, dichas excavaciones continúan en la actualidad.

## La estatua de Zeus

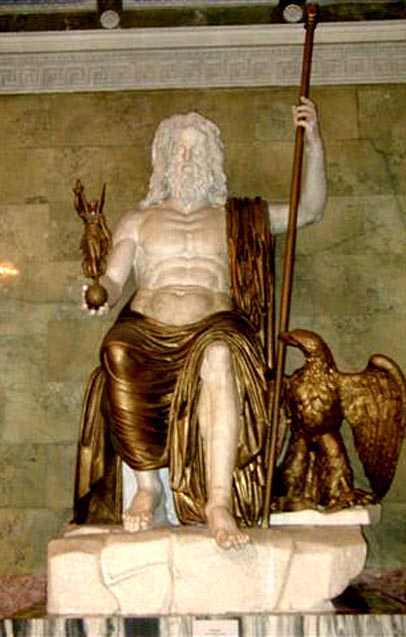
Reproducción de la estatua de Zeus en el Museo del Hermitage en San Petersburgo.

El templo de Zeus albergaba la famosa estatua de Zeus, que fue una de las siete maravillas del mundo antiguo. La estatua de oro y marfil era de unos 13 metros (43 pies) y fue creado por Fidias en su taller de Olimpia. Le tomó cerca de doce años completarlo. En la cabeza se colocó una corona de ramas de olivo. En la celebración de su mano derecha una Nike, la diosa de la victoria, también hecha de marfil y oro, y en su mano izquierda, un cetro hecho de muchos tipos de metales, con un águila en la parte superior. Sus sandalias eran de oro, como la túnica. Sus ropas fueron talladas con animales y lirios. El trono estaba decorado con oro, piedras preciosas, ébano y marfil. La estatua fue la obra artística más famosa de Grecia.